# Kristoffer Pallesen
Kristoffer Pallesen, född 30 april 1990, är en dansk före detta fotbollsspelare.

## Karriär
Pallesen spelade som junior i AGF. Sommaren 2010 gick han till IK Skovbakken. I februari 2011 värvades Pallesen av Hobro IK, där Skovbakkens tidigare tränare Jakob Michelsen tagit över. I januari 2013 meddelade Viborg FF att de värvat Pallesen på ett treårskontrakt med start den 1 juli 2013.
I juli 2017 värvades Pallesen av AaB, där han skrev på ett treårskontrakt. I november 2019 förlängde Pallesen sitt kontrakt i AaB fram till den 30 juni 2024.
I oktober 2023 avslutade Pallesen sin fotbollskarriär efter att ådragit sig en akillesruptur i maj 2023.